# カザニア
「カザニア」は、 愛美の7枚目のシングル。2021年7月28日にKING AMUSEMENT CREATIVEから発売。

## 概要
- 前作「ReSTARTING!!」以来約3ヶ月ぶりのシングルリリースとなる。

- 表題曲は、テレビアニメ『現実主義勇者の王国再建記』のエンディングテーマに起用されており[5]、自身も声優としてアニメに出演している[6]。

- 表題曲は、6月28日にYouTube上にミュージック・ビデオが公開され、翌日先行配信リリースされた[7]。

## 収録内容
| #         | タイトル                             | 作詞         | 作曲         | 編曲                 | 時間  |
| --------- | ------------------------------------ | ------------ | ------------ | -------------------- | ----- |
| 1.        | 「カザニア」                         | タルタノリキ | タルタノリキ | タルタノリキ         | 3:38  |
| 2.        | 「瞬間SummerDay」                    | 愛美         | 南田健吾     | 南田健吾・福廣秀一朗 | 4:05  |
| 3.        | 「アナグラハイウェイ」               | 愛美         | めんま       | めんま               | 4:09  |
| 4.        | 「カザニア」(Instrumental)           |              |              |                      | 3:38  |
| 5.        | 「瞬間SummerDay」(Instrumental)      |              |              |                      | 4:05  |
| 6.        | 「アナグラハイウェイ」(Instrumental) |              |              |                      | 4:08  |
| 合計時間: | 合計時間:                            | 合計時間:    | 合計時間:    | 合計時間:            | 23:43 |

| #  | タイトル                            | 作詞 | 作曲・編曲 |
| -- | ----------------------------------- | ---- | ---------- |
| 1. | 「カザニア」(Music Video)           |      |            |
| 2. | 「カザニア」(Making of Music Video) |      |            |

## 演奏
- 愛美（Vocal,#1,#2,#3）
- 香取真人（Guitar,#1）
- 宮田“レフティ”リョウ（Bass,#1）
- 田辺貴広（Drum,#1）